# Philip Schuyler
Pour les articles homonymes, voir Schuyler.
Ne doit pas être confondu avec Philip Jeremiah Schuyler.
Philip John Schuyler, né le 20 novembre 1733 à Albany et mort le 18 novembre 1804 dans la même ville, est un général de la révolution américaine et homme politique américain.

## Biographie
Philip Schuyler est issu d'une famille aisée de colons d'origine néerlandaise.
Pendant la guerre de Sept Ans, il devient capitaine puis, en tant que commissaire, il assure l'approvisionnement de l'armée britannique.
Il est élu à l'assemblée de la province de New York en 1768. En 1775, il devient colonel de la milice de la province puis est élu au second Congrès continental. En juin, il est nommé major général de l'Armée continentale et commandant en chef du front nord. Il prépare l'invasion du Québec mais son état de santé le contraint à laisser le commandement de l'attaque au général Richard Montgomery.
Après l'échec de l'invasion, Schuyler demande le renforcement de Fort Ticonderoga, renforcement refusé par Washington. Le fort est capturé par les Britanniques en 1777 ; il est alors accusé par le général Horatio Gates de manquement à son devoir. Il démissionne de l'armée en 1779.
Il siège au Sénat de l'État de New York de 1780 à 1784 puis est élu sénateur de New York au Congrès des États-Unis de 1789 à 1791 et de 1792 à 1798.
Philip Schuyler adopta un orphelin acadien, Henry Schuyler Thibodaux, dont les parents furent expulsés d'Acadie en 1755 lors de la déportation des Acadiens par l'armée britannique. Henry Schuyler Thibodaux devint sénateur américain et gouverneur de la Louisiane.